# Arquidiocese de Montes Claros

Regional CNBB Leste 2.

Mapa da Arquidiocese de Montes Claros.

A Arquidiocese de Montes Claros (Archidiœcesis Montisclarensis) é uma circunscrição eclesiástica da Igreja Católica. Pertence ao Conselho Episcopal Regional Leste II da Conferência Nacional dos Bispos do Brasil. A sede arquiepiscopal está na cidade de Montes Claros, no estado de Minas Gerais.

## Histórico
A Diocese de Montes Claros foi criada em 10 de dezembro de 1910 pela bula Postulat Sane de São Pio X, sendo desmembrada da Arquidiocese de Diamantina. No dia 25 de abril de 2001 foi elevada a arquidiocese pela bula Maiori Christifidelium, do Papa João Paulo II, sendo suas dioceses sufragâneas Janaúba, Januária e Paracatu.

## Território[3]
O território está subdividido em 40 municípios com 63 paróquias em 7 setores: Norte, Sul, Sudeste, Sudoeste, Oeste, Leste e Centro.
A arquidiocese de Montes Claros é composta pelos seguintes 40 municípios do estado de Minas Gerais:
- Montes Claros
- Berizal
- Bocaiúva
- Botumirim
- Brasília de Minas
- Campo Azul
- Capitão Enéas
- Claro dos Poções
- Coração de Jesus
- Cristália
- Engenheiro Navarro
- Francisco Dumont
- Francisco Sá
- Fruta de Leite
- Glaucilândia
- Grão Mogol
- Guaraciama
- Ibiaí
- Itacambira
- Japonvar
- Jequitaí
- Josenópolis
- Juramento
- Lagoa dos Patos
- Lontra
- Luislândia
- Mirabela
- Novorizonte
- Olhos-d'Água
- Padre Carvalho
- Patis
- Ponto Chique
- Rubelita
- Salinas
- Santa Cruz de Salinas
- São João da Lagoa
- São João do Pacuí
- São João da Ponte
- Taiobeiras
- Ubaí

A sede da arquidiocese se localiza em Montes Claros, na Catedral de Nossa Senhora da Aparecida. 

## Bispos e arcebispos
Administração local:
|                     | Nome                             | Período    | Notas                                  |
| Arcebispos          | Arcebispos                       | Arcebispos | Arcebispos                             |
| ------------------- | -------------------------------- | ---------- | -------------------------------------- |
| 4º                  | José Carlos de Souza Campos      | 2022-atual |                                        |
| 3º                  | João Justino de Medeiros Silva   | 2018-2021  | Nomeado arcebispo de Goiânia           |
| 2º                  | José Alberto Moura, C.S.S.       | 2007-2018  | Arcebispo emérito                      |
| 1º                  | Geraldo Majela de Castro, OPraem | 1988-2007  |                                        |
| Arcebispo coadjutor |                                  |            |                                        |
|                     | João Justino de Medeiros Silva   | 2017-2018  |                                        |
| Bispos              |                                  |            |                                        |
| 6º                  | Geraldo Majela de Castro, OPraem | 1988-2007  |                                        |
| 5º                  | José Alves de Sà Trindade        | 1956-1988  |                                        |
| 4º                  | Luís Victor Sartori              | 1952-1956  | Nomeado bispo coadjutor de Santa Maria |
| 3º                  | Antônio de Almeida Morais Júnior | 1948-1951  | Nomeado arcebispo de Olinda e Recife   |
| 2º                  | Aristides de Araújo Porto        | 1943-1947  |                                        |
| 1º                  | João Antônio Pimenta             | 1911-1943  |                                        |
| Bispos coadjutores  |                                  |            |                                        |
|                     | Geraldo Majela de Castro, OPraem | 1982-1988  |                                        |
|                     | Aristides de Araújo Porto        | 1931-1943  |                                        |